# ماریبل فی‌یرو
ماریا ایزابل فی‌یرو بلو (به انگلیسی: María Isabel Fierro Bello) (متولد 1956) محقق مطالعات خاورمیانه در شاخه علوم انسانی شورای ملی تحقیقات اسپانیا در مادرید، اسپانیا است. فیرو به عنوان محقق مدعو در مدرسه الهیات دانشگاه شیکاگو در شیکاگو، مدرسه مطالعات پیشرفته در علوم اجتماعی در پاریس، موسسه مطالعات پیشرفته در دانشگاه عبری اورشلیم و موسسه مطالعات پیشرفته در پرینستون خدمت کرده است. در سال 2020 او به عضویت انجمن فلسفی آمریکا انتخاب شد. 

## منبع
- مشارکت‌کنندگان ویکی‌پدیا. «Maribel Fierro». در دانشنامهٔ ویکی‌پدیای انگلیسی، بازبینی‌شده در ۲۰۲۴-۰۸-۱۱.